# Benjamin Kleibrink
Benjamin Philip Kleibrink (ur. 30 lipca 1985 w Düsseldorfie) – niemiecki florecista, dwukrotny medalista olimpijski, wielokrotny medalista mistrzostw świata i Europy.
Na igrzyskach olimpijskich w Pekinie w 2008 roku wywalczył złoty medal w turnieju indywidualnym, pokonując w finale Japończyka Yūkiego Ōtę. Podczas rozgrywanych cztery lata później igrzysk w Londynie reprezentacja Niemiec w składzie: Sebastian Bachmann, Peter Joppich, Benjamin Kleibrink i André Weßels zdobyła brązowy medal w rywalizacji drużynowej. Na tej samej imprezie był też siedemnasty indywidualnie. Brał również udział w igrzyskach olimpijskich w Tokio, gdzie w zawodach indywidualnych zajął 25. miejsce, a w drużynowych 6. miejsce.
Podczas mistrzostw świata w Turynie w 2006 roku razem z kolegami z reprezentacji wywalczył srebrny w zawodach drużynowych. W tej samej konkurencji Niemcy z Kleibrinkiem w składzie zdobyli też srebrne medale na mistrzostwach świata w Petersburgu (2007), mistrzostwach świata w Pekinie (2008) i mistrzostwach świata w Antalyi (2009) oraz brązowe podczas mistrzostw świata w Lipsku (2005) i mistrzostw świata w Katanii (2011). Był również trzeci indywidualnie podczas mistrzostw świata w Petersburgu (2007), plasując się za Peterem Joppichem i Włochem Andreą Baldinim.
Wielokrotnie zdobywał medale mistrzostw Europy, w tym złoty drużynowo na mistrzostwach Europy w Gandawie (2007).